# 三瓶由布子の超ラジ!Girls
『Voice of A&G Digital 三瓶由布子の超ラジ!Girls』（さんぺいゆうこのちょうラジガールズ）は、2008年4月9日から2010年9月29日まで超!A&G+で放送していた生放送のラジオ番組である。パーソナリティは三瓶由布子。

## 放送概要
メインパーソナリティ
- 三瓶由布子（愛称：ゆうゆう[1]）

放送時間
- 2008年4月9日 - 10月1日

本放送：水曜日 17:00 - 18:00（リピート放送：水曜日 23:30 - 24:30、木曜日 7:00 - 8:00、13:30 - 14:30）
- 2008年10月8日 - 2009年4月1日

本放送：水曜日 17:00 - 18:00（リピート放送：木曜日 7:00 - 8:00、日曜日 14:00 - 15:00）
- 2009年4月8日 - 2010年9月29日

本放送：水曜日 18:00 - 19:00（リピート放送：水曜日 25:00 - 26:00、木曜日 8:00 - 9:00、13:00 - 14:00、日曜日 10:00 - 11:00）
特徴
他の超ラジ!Girlsと比べて、SEの使用が頻繁である。主にパーソナリティへのツッコミとして用いられる。SEの音源は打撲音やコーナー用に収録しておいたもの、放送中におけるパーソナリティ自身の発言を編集したもの、公開録音で収録したものなどと様々。ちなみに、曜日が同じ『後藤邑子の超ラジ!』で流用されたこともある。
他曜日のパーソナリティとの交流が盛んである。元々は金曜担当の井口裕香の発案に由来するが、他曜日にサプライズを仕掛けるなど三瓶は積極的に行っている。
2009年現在、超ラジ!および超ラジ!Girlsの中で、番組の挨拶に「ちょら〜っす」を使用しているのは三瓶と火曜の伊藤かな恵のみ。
三瓶と金曜の井口裕香、及び水曜の「広橋涼の超ラジ!」では、既存のジングルの他に、独自のジングルを制作し放送している。

## コーナー
クイズ常識的に答えて
三瓶が社会人として生活していけるかを見極める為に、リスナーから常識的な問題を送ってもらい、それに答えるコーナー。中にはやさしい問題やひっかけ問題が出題されるときもある。もし10勝すると、番組スタッフからごほうびがもらえ、逆に10敗すると罰ゲームが課される。
問題は3問出題され、2問正解でクリアとなる。ただし、難しい問題が続くと連敗が続くことから、救済処置として「ジャンピングチャンス」が設けられた。ジャンピングチャンスに正解すれば、最初の2問でどちらも間違っていても白星とされる一方、最初の2問に正解していた場合、ジャンピングチャンスに不正解でも白星となるなど、かなり白星が付き易い条件となっている。当初は難しい場合に限られたが、その後慣例化して毎週行われるようになった。
慣例化以降は比較的互分に近い成績を収めているものの、ジャンピングチャンスの恩赦によるものがほとんどである。それでも、ともすれば黒星が先行しがちな為、「その日に白星となれば過去の黒星を1つ消す」など、更に甘い条件が提示され、バランス調整が図られることも多い。
2008年8月13日の公開生放送までに10敗してしまったので、1度目は公開生放送だった第19回にて罰ゲームが行なわれた。公衆の面前で自分の考えた告白セリフを言わされ、また当日のクイズの際には電撃装置を付けさせられ、間違えると電流が流されていた。8月20日以降ポイントを0に戻したが、再度10敗してしまい、2009年1月14日の第41回で2度目の罰ゲームが行われた。3度目には、初めて10勝を獲得、紆余曲折を経て『下田麻美の超ラジ!Girls』にドッキリ出演が決まったが、実際は三瓶が仕掛けられた逆ドッキリであり、下田麻美が本番組にドッキリ出演、一方でご褒美は曖昧なままとなった。4度目も10勝を獲得し、東京ジョイポリスにて屋外ロケを実施。その模様は、例年録画となる年末の放送に充てられ、第94回にて放送された。
これってノーマル?アブノーマル?（2008年10月1日放送分 - ）
番組ブログにお題を募集。そのテーマに対して三瓶のノーマルな答えとリスナーから見たノーマルな答えをメールで受付し、生放送中に集計、導かれた答えを「水曜超ラジ!Girls」の掟・定義・心得として、リスナーと一緒に作って行くコーナー。お題のテーマは、生放送終了後番組ブログにて発表される。元々は三瓶自身でテーマを考えていたが、ネタ切れからか、その後リスナーから募集するようになった。
ゆうゆうの漫画大好き（2009年12月9日放送分 - ）
突発的に始まったコーナー、リスナーから記憶に残る漫画を募集。毎週三瓶自信もおすすめの漫画を紹介する。
ジングル明け小芝居劇場
ジングル明けのMCにて、「金田朋子風」「若奥様風」など、三瓶が様々なパターンや声で台詞を読み上げる。オチに三瓶が過去にした発言の音声が使われることも多かった。
ゆうゆうのミュージックトリップ
リスナーに青春時代に聞いていたアーティストや曲を紹介してもらい、三瓶とリスナーやスタッフとのジェネレーションギャップを埋めるコーナー。
インテルCentrinoプロセッサー・テクノロジープレゼンツ Feel Free Time!
リスナーが「自由だ」と感じる時に合うアニメソングのリクエストを受け付けるコーナー。2008年7月16日〜30日の3週間放送された。
ゆうこさんの超!怖い話
リスナーの身の回りで起こった不思議体験や友達から聞いた怖い話、どこかで耳にした怪奇現象を三瓶に教えるコーナー。暑い夏のシーズン終了に伴い、2008年9月24日放送分でコーナー終了。
超ラジ!暴れん坊将軍
リスナーから送られてきた悩み事や相談を、三瓶扮する超ラジ将軍が叩き切るコーナー。ゲストが来た際にはカットされることが多かった。また「漫画大好き」が開始されて以降、1度もなされていない。

## ゲスト
- 第31回（2008年11月5日） - 仙台エリ
- 第32回（2008年11月12日） - 伊瀬茉莉也
- 第44回（2009年2月4日） - 鷲崎健[2]
- 第47回（2009年2月25日） - 小清水亜美
- 第55回（2009年4月22日） - 豊崎愛生
- 第64回（2009年6月24日） - 下田麻美
- 第71回（2009年8月12日） - ワカバ
- 第85回（2009年11月18日） - 小見川千明
- 第86回（2009年11月25日） - 牧野由依
- 第93回（2010年1月13日） - ゲッターズ飯田
- 第94回（2010年1月20日） - 原田ひとみ
- 第97回（2010年2月10日） - Jenya[3]
- 第99回（2010年2月24日） - 仙台エリ
- 第101回（2010年3月10日） - 金元寿子
- 第115回（2010年6月16日） - 小清水亜美
- 第123回（2010年8月11日） - koshirock（カリカチュア・ジャパン東京ドームシティラクーア店店長）[4]
- 第124回（2010年8月18日） - 金田アキ

## エピソード
- 三瓶の出演作の話題や宣伝も多く、特に第31・32回では『Yes!プリキュア5GoGo!』劇場版の公開に伴い、共演者の仙台エリ、伊瀬茉莉也がそれぞれゲスト出演。作品最終回直後の第43回（2009年1月28日放送分）では、「これってノーマル?アブノーマル!?」のコーナーを休止し、三瓶やリスナー各々の番組の想い出が紹介された。
- 第39回は番組スタッフ一部の年末年始休暇に伴って録画放送となり、特設スタジオでこたつを敷くなど、セットも普段と異なっていた。また収録が第38回前だったため、「クイズ常識的に答えて」は勝敗のカウントと別枠になっていた。
- 第41回では「三瓶由布子もっともっと女の子計画」として、番組2度目の罰ゲームが決行され、少年役が多くアイドル的活動も皆無な三瓶らしからぬ行為をさせられることとなった。
  - 「ブレザーの学生服」→「ピンクのハートエプロン付きの服」→「メイド服」と、衣装面では、次々とコスプレを課された。
  - 言葉遣い面でも「女の子」らしくない乱れた言葉を発すと笛が鳴り、一定数でアウトになると（1回で即アウトとなった場合もある）、特設のカメラに向かい、恥ずかしい台詞を言わされるという規定が設置された。内容は、小首を傾け上目遣いのぶりっ子ポーズで、「ごめんなさい!ゆうこを許してね」と言わなければならないというもので、1度目に課された際には、言った後に恥ずかしさで座り込んでいた。
  - 一部のコーナーを休止し、代わりにリスナーから贈られてきた「女の子」らしい台詞を延々と読んでいくコーナー「ゆうゆうこれ言って!」を設置。内容によっては恥ずかしさで三瓶が、台詞を言った直後に崩れ落ちたり、台詞の途中で噴出すこともあった。
- 三瓶の誕生日週となる第47回では、ドッキリ的に親友の小清水亜美が冒頭から出演。持ち前のキャラクターで三瓶を圧倒し続け、普段から交流の多い2人ならではのトークも披露した。
- 第115回は、小清水亜美とのユニット、ぷらふぃにのデビューミニアルバム「こくしむそう」発売に伴い「Voice of A&G Digital 超ラジ!Girls 『ぷらふぃにがジャックしちゃうよ!』（仮）」と題して公開生放送を行った。

## 放送事故
- 第31回の動画配信において、曲の紹介中やジングルを流している時に表示される『らぶたま〜I love egg』のキャラクターが三瓶の担当している「ぼむたま」ではなく、下田麻美が担当する「あくたま」になっていた。
- 第40回の動画配信では、曲の紹介中やジングルを流している時に表示される映像において、「ぼむたま」が登場していなかった。
- 第43回のリピート放送1回目に当たる2009年1月29日7時の放送で、途中で音声が途切れるという放送事故が発生（映像のみが表示され続けた）。また復旧後もエンディングまで、映像と音声が一致しないという状況が続いていた。2月1日14時のリピート放送2回目までには修正・改善されていた。

## 関連番組
三瓶由布子の超ラジ!Girls 大将学
2008年7月12日から7月26日まで『A&G 超RADIO SHOW〜アニスパ!〜』内で放送されていた箱番組。
超ラジ!Girlsの大将とされる三瓶がアニスパリスナーの力を借りて真の大将を目指すという番組で
リスナーからGirlsについての情報を送ってもらい、その情報を使ってGirls間の結束力を高めようという内容。
本来は7月5日から放送が予定されていたが野球中継延長のため同日は休止となった。
三瓶由布子の超ラジ!Girls 大将リターンズ!
2008年12月6日から12月27日までアニスパ!内で放送されていた箱番組。
リスナーから「もしも、超ラジ!Girlsの5人が○○をする時の役割は?」を募集して、超ラジ!Girlsの大将とされる三瓶が独断で5人の役割を決定していく。